# Rhytisma velatum
Rhytisma velatum är en svampart som först beskrevs av Ludwig David von Schweinitz, och fick sitt nu gällande namn av Elias Fries 1823. Rhytisma velatum ingår i släktet Rhytisma och familjen Rhytismataceae.   Inga underarter finns listade i Catalogue of Life.